# Албион (Ајдахо)
Албион (енгл. Albion) град је у америчкој савезној држави Ајдахо.

## Демографија
По попису из 2010. године број становника је 267, што је 5 (1,9%) становника више него 2000. године.
| Група             | 2000.       | 2010.       |
| Белци             | 255 (97,3%) | 253 (94,8%) |
| Афроамериканци    | 0 (0,0%)    | 0 (0,0%)    |
| Азијати           | 0 (0,0%)    | 0 (0,0%)    |
| Хиспаноамериканци | 7 (2,7%)    | 12 (4,5%)   |
| Укупно            | 262         | 267         |